# 约旦国旗
約旦國旗（阿拉伯语：علم الأردن）源於阿拉伯大起義.，由泛阿拉伯顏色：紅（哈希姆王朝）、綠（綠衣大食）、黑（黑衣大食）、白（白衣大食）組成。紅色為一三角形在左方，其餘三色呈橫條，自上而下為黑、白、绿。

三角形中間有一白七角星，是《古蘭經》首章開端的七節。
国旗原型启用于1928年4月18日，1939年12月22日作出修改，增加了国旗左侧红色三角形的面积。

## 约旦地区历史旗帜
|                         |                             |                           |                         |                 |                           |  |
| 1918－1920 敵佔區管理局 | 1920－1920 阿拉伯叙利亚王国 | 1920－1928 巴勒斯坦托管地 | 1928－1939 外约旦酋长国 | 1958 阿拉伯联邦 | 1939－至今 约旦哈希姆王国 |  |